# Potez 452
 (décembre 2017).
Le Potez 452 était un hydravion embarqué d’observation français de l'entre-deux-guerres. Toujours en service au début de la Seconde Guerre mondiale, il a donné naissance à une version monoplace de chasse.

## Le programme
En 1930 la Marine nationale émit un programme portant sur un hydravion biplace d’observation devant pouvoir être catapulté depuis ses croiseurs. Destiné à être utilisés aux colonies, l’appareil devait être léger, capable de résister aux intempéries et conditions météorologiques les plus variées, capable de se poser à la mer et avoir une voilure repliable pour pouvoir tenir dans un hangar sur le pont du navire à bord duquel il serait embarqué. Alors que la vitesse maximale exigée ne dépassait pas 140 km/h, la vitesse maximale imposée au décollage était seulement de 83 km/h. Ce programme attira de nombreux industriels. Étienne Romano, Marcel Besson, Pierre Levasseur et l’ingénieur Bodiansky, la FBA de Louis Schreck, Gourdou-Leseurre et CAMS. Chez Potez aussi on s’intéressa au programme, mais le bureau d'études de Méaulte manquait d’expérience dans le domaine des avions marins, n’ayant réalisé que quelques adaptations de flotteurs sur des appareils terrestres (Potez 25, Potez 39...). Henry Potez se rapprocha donc dans un premier temps de François Villiers, dont il racheta finalement en septembre 1931 l’usine de Berre, en faillite. Mais c’est chez un de ses concurrents qu’il trouva le personnel nécessaire, rachetant en 1932 les Chantiers aéro-maritimes de la Seine (CAMS).

### Le Potez 450
C’est sans grande expérience des hydravions que, sous la direction de l’ingénieur Louis Coroller, fut développé un hydravion à coque de construction métallique à aile haute. Doté d’un moteur Salmson 9Ab de 230 ch, l’appareil effectua ses premiers essais sur la Seine à Argenteuil en mars 1932. Réceptionné à Berre en avril suivant par le lieutenant de vaisseau Henri Nomy, il gagna alors la CEPA de Saint-Raphaël pour essais officiels. Si le prototype atteignait 222 km/h en pointe et décrochait à seulement 72 km/h grâce à la présence de becs de bord d'attaque et de volets à fente de bord de fuite, la tenue à la mer était mauvaise : la position très avancée du moteur, dont l'axe de poussée passait largement au-dessus du centre de gravité de l'hydravion, induisait un fort couple à piquer et l’étrave plongeait allègrement dans les vagues. En outre le moteur fut jugé trop faible. C’est le Gourdou-Leseurre GL-831 qui fut retenu. 
Courant 1933 le prototype retourna en usine pour y subir de nombreuses modifications : le moteur fut remplacé par un 9 cylindres en étoile Hispano-Suiza 9 Qd de 350 ch entraînant une hélice tripale, la voilure remplacée par une nouvelle aile possédant le même profil que celle du Potez 50 et dont la structure était simplifiée. Enfin la coque était partiellement redessinée à l’avant et allongée d’un mètre pour améliorer la flottabilité. Soumis à des essais de catapultage depuis le porte-hydravions Commandant Teste en rade de Brest, l’appareil, chronométré à 250 km/h au niveau de la mer, parut satisfaisant pour la Marine nationale qui commanda 10 exemplaires en 1935 sous la désignation Potez 452. Six appareils supplémentaires furent commandés la même année.

### Le Potez 452
La marine nationale française a commandé dix exemplaires de ces aéronefs en 1935, et six de plus en 1936 . Construit dans l’usine CAMS de Sartrouville, le premier Potez 452 de série prit l’air sur la Seine le 20 décembre 1935. La transformation des pilotes fut assurée depuis le cuirassé Lorraine (Potez 452 no 2), les appareils de la première série connaissant quelques problèmes dus à l’inexpérience de Potez. En particulier une partie des tôles du revêtement de la coque était réalisée en panneaux de magnésium, fixés à la structure en duralumin par des vis et rivets en acier afin de gagner de poids. Or sous l’action de l’eau de mer les panneaux étaient rapidement rongés par un phénomène électrolytique et il fallut les remplacer rapidement par d’autres, en aluminium. L’Espagne acheta en février 1936 une licence de production, qui ne fut jamais utilisée en raison du déclenchement de la guerre, et un exemplaire fut livré pour évaluation à la Marine impériale japonaise en 1937.

### Le Potez 453
En 1934 la Marine nationale publia un nouveau cahier des charges, portant cette fois sur un hydravion de chasse monoplace embarqué devant être catapulté des mêmes navires que les Potez 452. Face aux Bernard H.52, Loire 210 et Romano R.90, Potez choisit de transformer en monoplace son Potez 452, qui fut équipé d’un moteur 14 cylindres en double étoile Hispano-Suiza de 720 ch doté d’un compresseur mécanique pour maintenir une vitesse élevée en altitude et d’une hélice à pas variable. Le prototype prit l’air le 24 septembre 1935. Les performances de cet appareil, armé de deux mitrailleuses de 7,5 mm montées à l’avant de la coque et tirant hors du champ de l’hélice se révélèrent intéressantes mais l’appareil restait affecté d’un couple à piquer très important. C'est le Loire 210 qui fut retenu.

## En service
- France : En 1936 les Potez 452 furent mis en service aux côtés des Gourdou 832 sur le croiseur de 2e classe Lamotte-Picquet puis les croiseurs légers de la classe La Galissonière et sur divers avisos coloniaux : Amiral Chamer (PG-81), Bougainville (PG-76), D’Entrecasteaux (PG-79), D’Iberville (PG-82), Dumont d’Urville (PG-77) et La Grandière (A-60). Quelques appareils furent naturellement perdus sur accident (no 12 le 1er mars 1937, no 10 le 1er mars 1938, no 2 le 1er mai 1938), mais en septembre 1939 onze appareils étaient toujours portés sur les effectifs (no 3 à 7 et les 9, 11, 13, 14, 15 et 16), dont 4 en Indochine.

À l’Armistice de 1940 quelques exemplaires restèrent en service sur les navires stationnés en Afrique. Les no 3 et 4 furent détruits le 8 novembre 1942 à Port-Lyautey durant l’opération Torch. Plusieurs semblent aussi avoir été perdus durant le sabordage de la flotte française à Toulon le 27 novembre suivant. Les derniers Potez 452 opérationnels furent donc ceux d'Indochine : Constituée à Cát Lái en novembre 1940, la Section d’Hydravions de la Marine (SHM) disposait de trois appareils (no 7/SHM-8), no 14/SHM-7 et no 16/SHM-6) mis à la disposition du croiseur Lamotte-Picquet et des avisos coloniaux Amiral Chamer et Dumont d’Urville. Ils participèrent aux opérations contre la guerre franco-thaïlandaise. Faute de rechanges il fallut beaucoup d'ingéniosité pour conserver ces appareils en état de vol (la coque fut refaite avec du bois local en 1941), mais la SHM disposait encore d’un Potez 452 à Biên Hòa le 7 septembre 1944, date à laquelle le dernier vol fut effectué.
- Japon : Désigné localement Potez HXP1[8], un unique Potez 452 fut livré en 1937 pour évaluation.
- Espagne : La licence de production achetée chez Potez en février 1936 ne fut jamais mise en œuvre.

### Sources
- (en) William Green & Gordon Swanborough, Le grand livre des chasseurs p.481/482. Celiv, Paris (1997).  (ISBN 2-86535-302-8)
- Collectif, Les Ailes françaises 1939-1945 vol 5 et 6. Éditions TMA, Paris.
- Gérard Hartmann, Les Hydravions Potez p.9 et 10 sur le site Hydrorétro.net